# The L Word
The L Word é um série de televisão de drama americano-canadense que estreou no Showtime em 18 de janeiro de 2004 com o último episódio transmitido em 8 de março de 2009. A série segue um elenco de amigas que vivem em West Hollywood, Califórnia; apresentava o primeiro elenco da televisão americana, representando homossexuais, bissexuais e um pessoa trans. A premissa teve origem de Ilene Chaiken, Michele Abbot e Kathy Greenberg; Chaiken é creditada como a criadora principal da série e também atuou como produtora executiva. A música tema da série foi realizada pela banda Betty.
Uma sequência da série, The L Word: Generation Q, estreou em dezembro de 2019.

## Premissa
A série centra-se nas vidas e relacionamentos de uma série de mulheres lésbicas e bissexuais que vivem no bairro de West Hollywood, em Los Angeles. No início da série, Bette Porter, directora artística de uma galeria de arte, e Tina Kennard, um casal há 7 anos, tentam conceber um bebê por inseminação artificial; Dana Fairbanks, uma tenista em ascensão, lida com assumir-se; Jenny Shecter, uma aspirante a escritora que acaba de se licenciar, que recentemente se tornou vizinha de Bette e Tina com o seu namorado Tim Haspel, lida com a sua crescente atração por Marina Ferrer e Alice Pieszecki, uma jornalista bissexual, debate-se com a sua relação pouco saudável com a sua namorada intermitente. O ponto de encontro das amigas é, desde então, o bar e café The Planet, onde frequentemente se encontram nos episódios. A dona deste é Marina Ferrer, que assim conhece o grupo, e mais tarde Kit Porter, a irmã de Bette, uma antiga cantora com um problema alcoólico.

## Elenco
Abaixo encontram-se as tabelas das personagens protagonistas, das coadjuvantes e das participações especiais, respectivamente, assim como as temporadas nas quais entraram e saíram. Os números entre parênteses indicam uma participação não regular na temporada, ou seja, apenas pequenas aparições durante um episódio ou outro.

### Protagonistas
| Ator/atriz        | Personagem                | Temporada(s) |
| ----------------- | ------------------------- | ------------ |
| Jennifer Beals    | Bette Porter              | 1ª—7ª        |
| Erin Daniels      | Dana Fairbanks            | 1ª—3ª (4ª)   |
| Leisha Hailey     | Alice Pieszecki           | 1ª—7ª        |
| Laurel Holloman   | Tina Kennard              | 1ª—6ª        |
| Mia Kirshner      | Jenny Schecter            | 1ª—6ª        |
| Karina Lombard    | Marina Ferrer             | 1ª (4ª)      |
| Eric Mabius       | Tim Haspel                | 1ª (2ª—3ª)   |
| Katherine Moennig | Shane McCutcheon          | 1ª—7ª        |
| Pam Grier         | Kit Porter                | 1ª—6ª        |
| Sarah Shahi       | Carmen de la Pica Morales | 2ª—3ª (6ª)   |
| Rachel Shelley    | Helena Peabody            | 2ª—6ª        |
| Eric Lively       | Mark Wayland              | 2ª           |
| Daniela Sea       | Moira/Max Sweeney         | 3ª—6ª        |
| Dallas Roberts    | Angus Partridge           | 3ª—4ª        |
| Cybill Shepherd   | Phyllis Kroll             | 4ª—6ª        |
| Rose Rollins      | Tasha Williams            | 4ª—6ª        |
| Janina Gavankar   | Eva "Papi" Torres         | 4ª (6ª)      |
| Marlee Matlin     | Jodi Lerner               | 4ª—6ª        |

### Coadjuvantes
| Ator/atriz         | Personagem         | Temporada(s)  |
| ------------------ | ------------------ | ------------- |
| Lauren Lee Smith   | Lara Perkins       | (1ª—2ª) 3ª    |
| Lolita Davidovich  | Francesca Wolff    | 1ª            |
| Rosanna Arquette   | Cherrie Jaffe      | 1ª (3ª—4ª)    |
| Meredith McGeachie | Tonya              | 1ª—2ª (3ª)    |
| Guinevere Turner   | Gabby Deveaux      | 1ª (2ª e 6ª)  |
| Kelly Lynch        | Ivan Aycock        | (1ª) 2ª       |
| Anne Ramsay        | Robin Allenwood    | (1ª—2ª)       |
| Jane Lynch         | Joyce Wischnia     | (2ª—4ª) 5ª—6ª |
| Alan Cumming       | Billie Blaikie     | 3ª            |
| Alexandra Hedison  | Dylan Moreland     | (3ª) 6ª       |
| Aidan Jarrar       | Shay McCutcheon    | (3ª) 4ª       |
| Kristanna Loken    | Paige Sobel        | 4ª (5ª)       |
| Sandrine Holt      | Catherine Rothberg | (4ª)          |
| Bruce Davidson     | Leonard Kroll      | (4ª)          |
| Jon Wolfe Nelson   | Tom Mater          | 4ª—6ª         |
| Simone Bailly      | Grace              | (4ª—5ª)       |
| Malaya Rivera Drew | Adele Channing     | 5ª            |
| Kate French        | Nikki Stevens      | 5ª—6ª         |
| Clementine Ford    | Molly Kroll        | 5ª (6ª)       |
| Jessica Capshaw    | Nadia              | 4ª-5ª         |

### Participações especiais
| Ator/atriz     | Personagem    | Temporada(s) |
| -------------- | ------------- | ------------ |
| Holland Taylor | Peggy Peabody | 1ª—5ª        |
| Ossie Davis    | Melvin Porter | 1ª—2ª        |
| Lucy Lawless   | Sargento Mary | 6ª           |

## História

### Primeira temporada
As personagens centrais no início da série são dois casais: o de Bette Porter e Tina Kennard, que planejam um filho, e Jenny Schecter e Tim Haspel, que recentemente se tornaram seus vizinhos. Em cena entra Kit Porter, a irmã alcoólatra de Bette, e Marina Ferrer, dona do bar The Planet, com quem Jenny se envolve amorosamente, levando-a a questionar a sua sexualidade e a sua relação com Tim.
Eventualmente, Tim descobre esta relação, levando ao desmoronamento da sua relação. Embora se cheguem a, num impulso, casar, tal não salva a situação. Jenny é também confrontada com Francesca, namorada de longa-data de Marina, com a qual tem uma relação aberta que Jenny desconhecia. Recusada por Tim e incapaz de se relacionar com Marina, Jenny começa a sair com Gene, um biólogo marinho, e Robin, uma trapezista circense.
Bette e Tina, por sua vez, passam por tempos atribulados. Bette tenta desenvolver um projecto atrevido e de conteúdo quase pornográfico para a sua galeria de arte, "Provocations" ("Provocações"), sendo violentamente criticada por grupos religiosos, levando a que a sua relação com Tina se torne tensa. Esta, que engravidara, acaba por ter um aborto espontâneo. Mais tarde aceita um emprego num centro de assistência aos sem-abrigo, enquanto o estado emocional de Bette se deteriora com a pressão sob a qual está, envolvendo-se sexualmente com a carpinteira que a assiste na preparação da exposição, Candace.
Shane McCutcheon, sedutora constante, continua o seu comportamento promíscuo ao mesmo tempo que vai tentando melhorar a sua carreira como cabeleireira. Envolve-se com Cherie Jaffe, cujo marido pretende investir num salão para Shane enquanto a filha de ambos, Clea, por ela se interessa romanticamente. Quando Clea descobre o envolvimento da sua mãe com Shane, Cherie vê-se forçada a findar a relação e o seu marido, ao descobrir, anula os seus planos de negócio com Shane.
Dana Fairbaks, tenista em ascensão, lida gradualmente com o fato de ser lésbica. Desenvolve uma relação com Lara Perkins, uma cozinheira no clube onde treina, mas acaba-a devido à pressão que sente ao tentar evoluir na sua carreira sabendo as dificuldades que podem surgir por ser lésbica. No entanto, vem a descobrir que não tinha motivos de preocupação pois os seus patrocinadores já sabiam que o era e não tinham com isso problemas. Isto impulsiona-a para assumir-se perante a sua família. Mais tarde, numa viagem a Palm Springs, conhece Tonya (Meredith McGeachie), uma gerente, com a qual cria uma relação. As duas acabam por decidir casar-se.
Alice, por sua vez, lida com a sua mãe, uma actriz falhada, irresponsável e egoísta, que lhe causa problemas, ao mesmo tempo que finda a sua relação intermitente com a sua namorada, Gabby Deveaux, caracterizada pela sua incapacidade de se comprometer, e se prepara para uma vida amorosa instável. Ao mesmo tempo, desenvolve continuamente um projecto pessoal, o Quadro, na qual representa todas as relações entre mulheres de que tem conhecimento, criando assim uma rede de ligações sexuais e amorosas.
No episódio final, desenrola-se o estrear da exposição de Bette. Jenny tenta decidir-se entre Gene e Robin sem chegar a qualquer conclusão, passando a noite convivendo com ambos. Tina vê Bette e Candace a falar no museu e compreende o que se passa, e confronta-a em casa, onde discutem mas fazem sexo. Alice vai a casa de Dana e, beijando-a, revela o seu interesse nela. Finalmente, Tina aparece em casa de Alice, pedindo para lá ficar por um pouco, e quando Alice pede-lhe que se explique, desenha na tabela uma linha a partir do nome de Bette e começa a escrever o nome Candace, indo-se abaixo em lágrimas.

### Segunda temporada
Com a série já consolidada e os conflitos de cada personagem conhecidos, a segunda temporada começa com Tina secretamente grávida. Apesar de ter feito uma nova inseminação e conseguido engravidar enquanto ainda estava com Bette, acreditava que sua parceira não conseguiria lidar com um novo aborto, portanto resolveu manter segredo até chegar num estágio no qual os riscos seriam menores. Porém, houve a separação por conta do envolvimento de Bette com Candance, e Tina decide ter o bebê sozinha e sem que ninguém soubesse.
Bette, por sua vez e como sempre, encontra-se atarefada com o trabalho. Sua nova missão é conseguir que a nova dona da Fundação Peabody, Helena, filha de Peggy, mantenha a doação para o Centro de Artes da California. Focando novos objetivos, Helena resolve por cortar a doação de capital e deixa Bette numa situação desagradável com seus chefes. Enquanto isso, arrependida, Bette tenta reconquistar Tina, que está decidida a levar o divórcio em frente. Com a vida completamente bagunçada, Bette ainda tem que lidar com a morte do pai, Melvin, e com sua demissão no episódio final.
Shane, já tendo superado o caso com Cherrie, volta à sua vida de transas sem envolvimentos amorosos. Trabalhando como cabeleireira numa emissora de televisão conhece Carmen, uma funcionária do local que também trabalha como DJ. As duas fazem sexo e Carmen logo começa a demonstrar um interesse maior por Shane, que, seguindo sua doutrina de não se envolver com pessoas, tenta manter distância, apesar da atração física pela outra.
Jenny, agora morando com Shane na casa que era de Tim, é apresentada à Carmen e se interessa por ela. Investindo na relação, consegue ficar com Carmen, embora esta, no fundo, ainda sinta algo por Shane, que dá força para o relacionamento das outras duas, afastando-se de qualquer possibilidade de envolvimento sério. Além do conturbado namoro, Jenny passa a frequentar um curso para escritores iniciantes e mostra que sua cadeia de pensamentos e lembranças é muito mais complexa do que parecia.
Ao procurar mais uma pessoa para dividir o aluguel da nova casa, Jenny e Shane encontram Mark Wayland, um cineasta iniciante cuja imaginação é despertada ao se ver morando com duas lésbicas. Fechando acordo e tornando-se o terceiro inquilino do lugar onde outrora morara Tim e sua apaixonada noiva, Mark, incentivado por seu amigo, começa um projeto perigoso, o qual envolve esconder câmeras pelos cômodos da casa, violando a privacidade de suas companheiras. Movido pela curiosidade, ele grava várias fitas, embora não chegue a divulgá-las devido ao estranho sentimento que desenvolve por Shane.
Dana, após perceber que era impossível ficar longe de Alice, finalmente desiste do casamento com Tonya para ficar com a amiga de longa data e as duas são protagonistas de hilárias cenas de sexo com fantasias e fetiches. Alice estréia um programa no rádio, no qual fica famosa pelo seu "Quadro Pieszecki". Já Dana, agora assumida e celebridade no mundo lésbico, passa a ter vários compromissos aos quais frequentemente tem de ir sozinha, o que põe o amor, a compreensão e a paciência de Alice à prova diversas vezes. Se já não bastasse, Lara reaparece e não perde tempo ao tentar reaproximar-se de Dana.
Com a saída de Marina, o The Planet passa a pertencer à Kit Porter. Visando o progresso de seu novo negócio, Kit se inscreve numa palestra para empresários onde conhece Benjamin Bradshaw (Charles S. Dutton), um homem casado, com filhos e cuja residência fixa encontra-se em Ohio, o que não impede Kit de ter um relacionamento amoroso com ele.

### Terceira temporada
Kit entra na menopausa e começa a se envolver com Angus, o jovem "babá" de Angelica. Ela tenta às custas resistir à tentação, mas Angus é persistente e Kit acaba cedendo, oficializando o namoro. Surpreendida pelo destino, ela engravida mesmo na menopausa e, junto com Angus decide que o mais sensato é tirar a criança.
Tina começa a se interessar por homens e acaba se envolvendo com um quando Bette parte para um retiro espiritual;
Dana não consegue mais suportar a pressão de Alice e resolve terminar o relacionamento. Alice, por sua vez, fica devastada e sua obsessão só aumenta.
Enquanto isso, Dana volta aos poucos com Lara. As duas parecem felizes dando continuidade à relação que "que precisava de um final". Dana ganha uma importante competição e, no auge de sua carreira, descobre ter câncer de mama. De início, só Lara fica sabendo, as outras amigas são avisadas pela própria tenista que ela passará por apenas "uma cirurgia rotineira, nada demais". A recuperação pós-cirúrgica e até mesmo o processo de aceitação da doença são muito duros para Dana, que, num acesso de raiva e descontrole, manda Lara embora de casa sem maiores explicações.
Alice fica arrasada com a morte de Dana e começa a se envolver com Lara. Jenny começa a namorar Moira que no decorrer da temporada irá se transformar em Max, um transexual. Shane pede Carmen em casamento, ela também reencontra seu pai, um mau caráter que foge com outra mulher no dia do casamento dela com a Carmen… Shane abandona Carmen no altar.. Peggy Peabody deixa a filha sem dinheiro; Bette foge com Angelica.

### Quarta temporada
Neste início de temporada, Bette decide fugir com a pequena Angélica temendo que o pior aconteça. As meninas planjam realizar uma intervenção para evitar que Tina apresente queixas contra Bette; o problema é que ninguém tem a menor ideia de onde Bette está.
Shane, por sua vez, decide passar por sua crise emocional com uma dose elevada de bebida, sexo, drogas e muitíssima velocidade, que termina por colocar em risco sua própria vida. Enquanto isso, a noite de autógrafos de Jenny é interrompida pela chegada de Marina.
Shane procura Max, ela precisa de sua sabedoria para encontrar os pais de Shay. Enquanto isso, Jenny baixa a guarda diante de Stacey (Heather Matarazzo), uma jornalista da revista Curve que publica uma crítica a respeito o livro da protagonista.
Bette, por sua vez, parece estar maravilhada com seu novo trabalho e em especial com sua nova chefe, Phyllis Kroll. E como se isso não fosse o suficiente, esta mulher dominante agora tem um 'fã-clube', dentro da universidade, presidido por Nadia.
Bette está tendo cada vez mais problemas para evitar as paqueras de Nadia. Dia após dia, está se tornando cada vez mais difícil não cair na tentação, pois Nadia é uma exuberante assistente. Tina e Henry decidem oferecer uma festa ao estilo mixer, o problema é que algumas misturas não são muito boas, ao contrário de outras.
Shane, por sua vez, tentará inscrever o pequeno Shay numa escola pública. Jenny pede ajuda de Max para rastrear Stacey, a jornalista que escreveu a crítica maliciosa sobre seu livro.
Agora que se escutam boatos sobre um suposto romance de escritório entre a Diretora do campus e uma preparadora, Bette decide terminar sua aventura com Nadia, ainda que não pareça que a leve muito a sério. Alice, por sua vez, decide terminar com Phyllis, depois de conhecer o marido dela, Leonard Kroll (Bruce Davidson). Finalmente Angus é surpreendido com as calças arriadas e um os artigos de Jenny tira Alice de seu juízo perfeito.
Enquanto Helena, Shane e Alice aprendem a jogar pôquer, Bette e Tina discutem como deveria ser a educação mais apropriada para Angélica. Mais tarde, Bette embarca novamente no mundo dos encontros com Jodi. Enquanto Phyllis não se acostuma com a separação de Alice.
O Romance floresce entre Bette e Jodi, assim como acontece com Alice e Tasha. Jenny por sua vez se entretém com a ideia de que seu livro será adapatado para o cinema. Paige e Shane se oferecem para dar uma aula sobre tolerância na escola de Shay.
Finalmente Tina conhece Jodi e as dúvidas a respeito de deixar sua vida de lésbica para trás começam a persegui-la. Enquanto uma discussão sobre a Guerra do Iraque, entre Alice e Tasha, desencadeia uma noite apaixonada. Finalmente Shane e Shay receberão uma visita surpresa.
Tina e Jenny tentam conseguir o diretor perfeito para o filme baseado nas histórias de Jenny, mas no processo se encontram com múltiplas diferenças criativas e também de caráter. Enquanto isso, o ex-esposo de Phyllis busca consolo em Alice. A relação entre Jodi e Bette parece torna-se cada vez mais forte, muito apesar da personalidade "Tipo A" de Bette. Finalmente, Kit consegue derrubar o escudo protetor de Papi com consequências totalmente inesperadas.
Kit busca consolo na bebida em uma tentativa de se esquecer de Angus, que não se cansa de pedir-lhe perdão por te-lhe sido infiel. Max regressa à sua cidade natal para comparecer ao funeral de sua mãe e é recebido de uma maneira um pouco estranha. Por sua vez, Helena aposta uma grande quantidade de dinheiro no turfe.
Jenny e Tina finalmente encontram a diretora perfeita para o seu filme, Kate Arden, que parece querer mais que uma relação profissional com a loira. Finalmente, Bette organiza um jantar especial para que as garotas conheçam Jodi, mas sua necessidade de controlar cada pequeno detalhe faz com que Jodi perca a calma.
Bette fica sabendo que Jodi recebeu uma ofeta de trabalho em um centro de artes da Costa Leste dos Estados Unidos. Tasha, por sua vez, continua sendo perseguida por suas visões da Guerra do Iraque, onde foi vítima da famosa política "Don't ask, don't tell" ("Não pergunte, não responda") onde prefere que se esconda sua orientação sexual. Enquanto isso, Shane planeja uma surpresa para Paige. Max, por sua vez, toma uma importante decisão em relação ao seu trabalho.
Tina decide finalmente deixar Henry, enquanto Bette recorre a ela para ajudá-la com um conselho para recuperar Jodi, o que faz Tina rever seus sentimentos por Bette, e admitir que ainda gosta dela. O relacionamento entre Shane e Paige parece estar se tornando sério. Tasha é chamada para cumprir serviço militar no Iraque. Por outro lado, Phyllis decide se divorciar e Jenny corre o risco de ser despedida de seu próprio filme.
Resumo retirado do site: http://www.wbla.com/index.php?id=144#144

## Título
O título (que, numa tradução livre, seria "A palavra com L"), refere-se tanto à palavra "amor" (love) quanto à palavra "lésbica" (lesbian), segundo a própria criadora da série Ilene Chaiken, como a uma série de outras que, em inglês, se relacionam com o programa. Algumas são visíveis na sequência de abertura regular da primeira série, sendo as mais claras: "longing" (desejo), "lies" (mentiras), "laughter" (riso), "lesbian" (lésbica), "lust" (luxúria), "life" (vida) e Los Angeles (cidade onde a série decorre).
Quando questionada quanto ao porquê do título numa entrevista no canal MSNBC, Jennifer Beals disse, "Bem, eu acho que a questão com o título é que se refere à invisibilidade da comunidade. Sabe? Que este é um grupo de pessoas que têm sido maioritariamente invisíveis na cultura, e que quando têm sido visíveis, é frequentemente como o vampiro ou o assassino-em-série (…)" (tradução livre). Para além disso, refere duas palavras, "love" (amor) e "loneliness" (solidão), palavras também usadas pela personagem Alice no início do segundo episódio da primeira série ao descrever o seu projecto da Tabela.

## Sexualidade das personagens
Embora o programa seja frequentemente referido como um programa sobre lésbicas, parte das personagens principais tem experiências bissexuais e a certa altura identifica-se como tal. Jenny, após o seu envolvimento com Marina, vem a assumir-se como bissexual, mas eventualmente, o seu envolvimento sucessivo exclusivamente com mulheres e as suas próprias palavras explicitam que se identifica como lésbica. Alice, bissexual à partida, envolve-se com Lisa, um homem que se identifica como lésbica, mas vem mais tarde a tornar claro que não se sente bissexual. Tina Kennard, originalmente implicitamente lésbica, vem, no seu envolvimento com um homem na terceira série a aparentar comportamento bissexual, mas torna claro no quarto episódio da quarta série que continua a identificar-se como lésbica, sentindo que é uma identidade política. A tendência do programa para tratar a bissexualidade como transitória por oposição a uma orientação sexual independente foi criticada pelo site Afterellen, que analisa as representações de lésbicas e bissexuais nos media visuais americanos .
Fora estas personagens, todas as outras (com exceção de Kit, que é seguramente heterossexual) aparentam identificar-se como lésbicas e envolvem-se exclusivamente em relacionamentos com o mesmo sexo.

## Curiosidades
- O alter-ego fictício usado por Jenny na sua escrita ao longo da primeira série, Sarah Schuster, e a história que à volta dela escreve, "Thus Spoke Sarah Schuster" (Assim Falou Sarah Schuster), são claras referências à obra do filósofo Nietzsche, Assim Falou Zaratustra (conhecido em inglês como Thus Spoke Zarathustra).
- É possível que o nome de Kit Porter, antigamente uma cantora, seja uma fusão intencional dos de Eartha Kitt e Cole Porter, ambos artistas musicais Americanos famosos.
- O segundo ano de The L Word rendeu a única indicação ao Emmy Awards da história da série. Foi a de melhor ator convidado em série dramática para Ossie Davis.
- Ossie faleceu dia 4 de fevereiro de 2005, antes mesmo de os episódios que gravou para a segunda temporada como o pai das personagens Bette e Kit Porter terem ido ao ar.
- A quinta temporada da série estreou dia 30 de dezembro de 2007 exclusivamente no site voltado à comunidade lésbica OurChart.com cuja co-fundadora e presidente é Ilene Chaiken, também criadora e produtora de The L Word. Apenas dia 6 de janeiro de 2008 a temporada começou a ser exibida no Showtime, canal que transmite a série nos Estados Unidos.
- A atriz Jennifer Beals estava grávida durante as filmagens da terceira temporada. Como sua gravidez não foi incorporada à história da série, sua personagem, Bette, teve uma queda significativa no número de aparições e passou a vestir roupas mais largas.
- Jennifer Schecter pode ter sido a personagem que mais mudou sua personalidade durante a série: de menina tímida e desorientada para uma mulher narcisista e determinada. Porém, muitos fãs da série não aprovam a nova Jenny; até mesmo a dona do fã site de Mia Kirshner recusa-se a fazer qualquer referência a personagem depois da terceira termporada.[4]
- Originalmente, The L Word seria baseado numa lésbica chamada Kit Porter, e "O Quadro" estaria tatuado em suas costas.[5] Quando a personagem Kit foi modificada e passou a ser heterossexual, ficou estabelecido que O Quadro seria de Alice.